# Hakone-Komagatake-Seilbahn

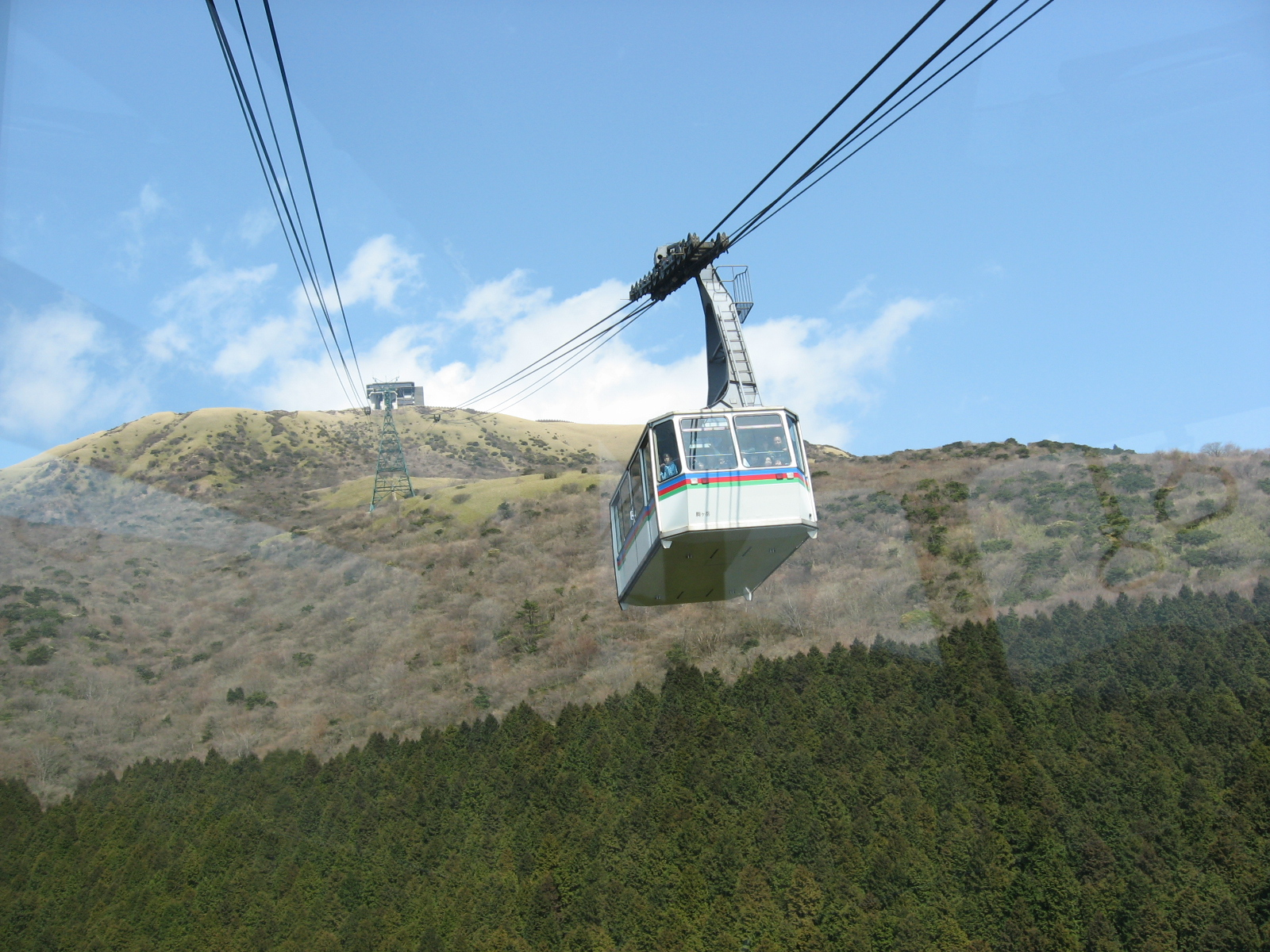
Blick zur Bergstation

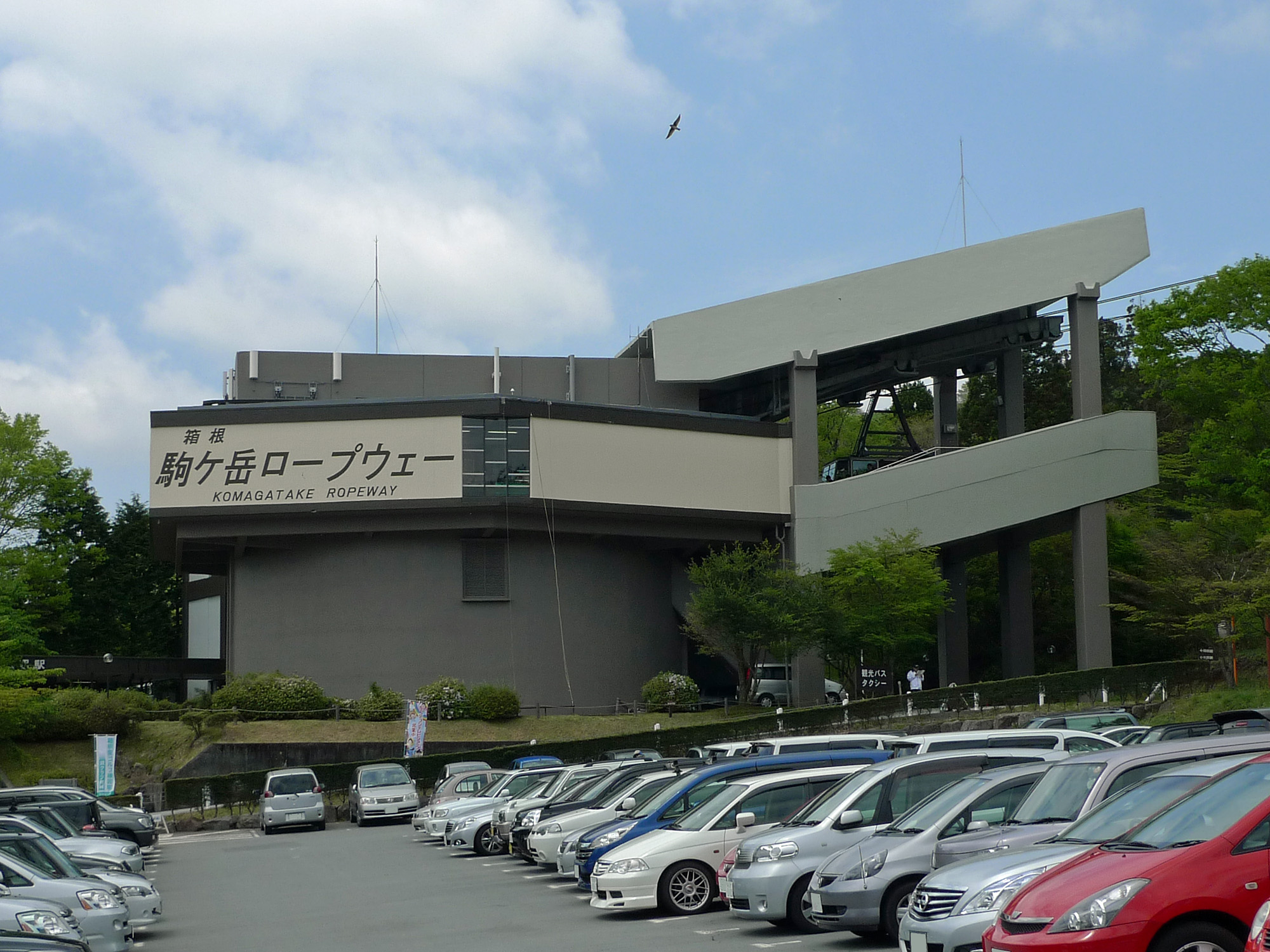
Talstation

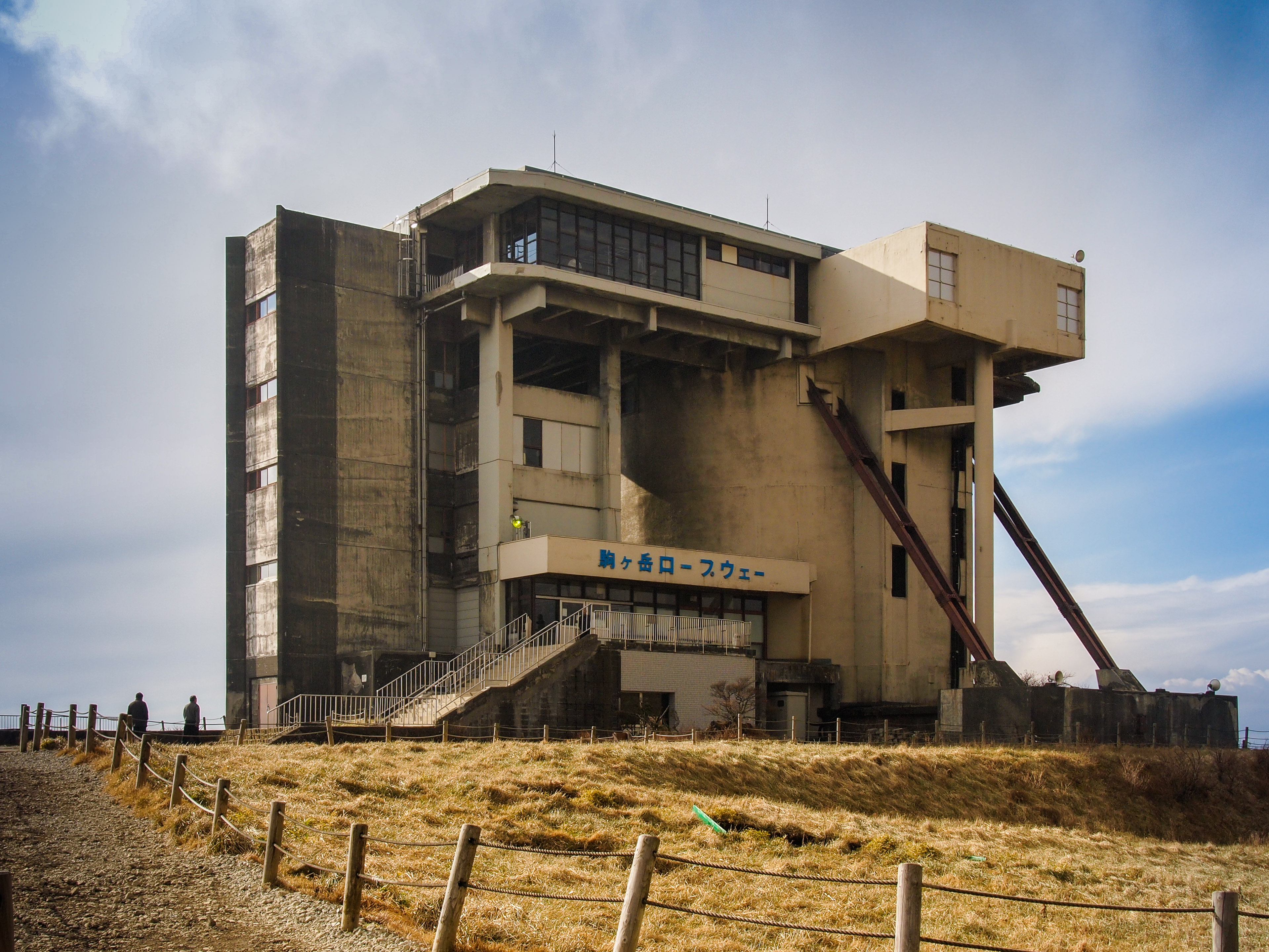
Bergstation

Die Hakone-Komagatake-Seilbahn (jap. 箱根駒ヶ岳ロープウェー, Hakone Komagatake Rōpuwēi; engl. Hakone Komagatake Ropeway) ist eine Luftseilbahn in Japan. Sie befindet sich auf dem Gebiet der Stadt Hakone in der Präfektur Kanagawa. Betrieben wird sie von Tourismusunternehmen Prince Hotels, das zur Seibu Group gehört.

## Beschreibung
Der 1356 m hohe Hakone-Komagatake (箱根駒ヶ岳) ist einer der Hauptkegel des Hakone-Vulkanmassivs und erhebt sich östlich des Ashi-Sees, dem Kratersee im westlichen Teil der Caldera. Hakone-en (箱根園, auch Hakone Garden genannt), die Talstation der Luftseilbahn, befindet sich am Ostufer inmitten der gleichnamigen Ferienhaus- und Hotelsiedlung auf einer Höhe von 736 m T.P. Dort bestehen Anschlüsse zu mehreren Buslinien und zu den auf dem See verkehrenden Ausflugsschiffen. Die Luftseilbahn führt zur Bergstation Komagatake-chōjō (駒ヶ岳頂上) auf 1327 m T.P., unweit des Gipfels mit dem Hakone-Mototsumiya-Schrein.
Bei der Anlage handelt es sich um eine Pendelbahn mit je zwei Trag- und Zugseilen in beiden Fahrtrichtungen. Auf einer Länge von 1783 m überwindet sie einen Höhenunterschied von 591 m. Die beiden Kabinen bieten Platz für je 101 Personen und bewegen sich mit einer Geschwindigkeit von 5 m/s fort. Der größte Abstand zwischen zwei Stützen beträgt 730 m, die größte Höhe über dem Boden 43 m. In Betrieb ist die Luftseilbahn üblicherweise zwischen 9:00 Uhr und 17:00 Uhr bei einem 20-Minuten-Takt, die Fahrtzeit beträgt sieben Minuten.

## Geschichte
Eröffnet wurde die Luftseilbahn am 27. April 1963 durch die Bahngesellschaft Izuhakone Tetsudō. Errichtet worden war sie gemeinsam durch die Seilbahnbau-Unternehmen Nippon Cable und Anzen Sakudo. 1986 wurde die Anlage modernisiert, im Juli 1990 erfolgte die Einführung des automatischen Betriebs. Ab 2005 gehörten die Izuhakone Tetsudō und mit ihr die Luftseilbahn zur Seibu Group. Die Seilbahn wurde am 1. Februar 2016 an die Prince Hotels übertragen, die zum selben Konzern gehören.
Von 1957 bis 2005 betrieb die Izuhakone Tetsudō auch die Hakone-Komagatake-Standseilbahn, die den Berg von der Ostseite her erschloss.